# Paul Otto Apian-Bennewitz
Paul Otto Apian-Bennewitz (* 30. Dezember 1847 in Oberwiesenthal; † 11. Dezember 1892 in Markneukirchen) war ein deutscher Organist und Lehrer an der Fachschule für Instrumentenbauer in Markneukirchen. Apian-Bennewitz gründete das heute als Musikinstrumenten-Museum Markneukirchen bekannte Vogtländische Gewerbemuseum und war von 1883 bis 1892 dessen erster Direktor. Er verfasste das Fachbuch „Die Geige“, das 1892 in Weimar erschien. Apian-Bennewitz hatte fünf Söhne und vier Töchter. In Markneukirchen ist eine Straße nach ihm benannt.